# Campeonato Europeo de Patinaje Artístico sobre Hielo de 1930
El XXVIII Campeonato Europeo de Patinaje Artístico sobre Hielo se realizó en Berlín (Alemania) en enero de 1930. Fue organizado por la Unión Internacional de Patinaje sobre Hielo (ISU) y la Unión Alemana de Patinaje sobre Hielo.

## Resultados

### Masculino
| Puesto | Nombre          | País           | Puntos |
| ------ | --------------- | -------------- | ------ |
| Oro    | Karl Schäfer    | Austria        |        |
| Plata  | Otto Gold       | Checoslovaquia |        |
| Bronce | Markus Nikkanen | Finlandia      |        |

### Femenino
| Puesto | Nombre           | País    | Puntos |
| ------ | ---------------- | ------- | ------ |
| Oro    | Fritzi Burger    | Austria |        |
| Plata  | Ilse Hornung     | Austria |        |
| Bronce | Vivi-Anne Hultén | Suecia  |        |

### Parejas
| Puesto | Nombre                                 | País    | Puntos |
| ------ | -------------------------------------- | ------- | ------ |
| Oro    | Olga Orgonista / Sándor Szalay         | Hungría |        |
| Plata  | Emilia Rotter / László Szollás         | Hungría |        |
| Bronce | Gisela Hochaltinger / Otto Preissecker | Austria |        |

## Medallero
| Núm. | País           | Oro | Plata | Bronce | Total |
| ---- | -------------- | --- | ----- | ------ | ----- |
| 1    | Austria        | 2   | 1     | 1      | 4     |
| 2    | Hungría        | 1   | 1     | 0      | 2     |
| 3    | Checoslovaquia | 0   | 1     | 0      | 1     |
| 4    | Finlandia      | 0   | 0     | 1      | 1     |
| 4    | Suecia         | 0   | 0     | 1      | 1     |
|      | TOTAL          | 3   | 3     | 3      | 9     |